# Jaroslav Hrbek
Jaroslav Hrbek (26. října 1951 Praha – 17. dubna 2009 Praha) byl český historik zabývající se především vojenskými dějinami 20. století.

## Život
Jaroslav Hrbek se narodil v rodině českého historika a orientalisty Ivana Hrbka. Jeho dědečkem byl československý legionář a generál Jaroslav Hrbek. V letech 1972–1976 studoval historii a archivnictví na Filozofické fakultě Univerzity Karlovy, odkud byl v roce 1976 po vykonstruované akci Státní bezpečnosti z politických důvodů vyloučen. V letech 1976–1990 pracoval v různých (převážně dělnických) povoláních a historii se mohl věnovat jen ve volném čase. Při zaměstnání v roce 1982 dálkově dokončil svá vysokoškolská studia. Od roku 1990 pracoval jako vědecký pracovník v Historickém ústavu Československé armády (později Armády České republiky) a v roce 1998 se stal zaměstnancem Ústavu pro soudobé dějiny AV ČR. Byl autorem velkého množství knih zabývající se vojenskými dějinami 1. a 2. světové války. Na mnoha knihách spolupracoval se svým otcem Ivanem Hrbkem.
Zemřel náhle v noci 17. dubna 2009 na selhání srdce.